# Мариано Галарза
Мариано Галарза (енгл. Mariano Galarza; 11. децембар 1986) професионални је рагбиста и аргентински репрезентативац, који тренутно игра за енглеског премијерлигаша Глостер (рагби јунион). Висок 203 cm, тежак 115 кг игра у другој линији. Пре Глостера играо је за Ленстер рагби и Вустер Вориорс. За репрезентацију Аргентине је дебитовао је 2010. а играо је и на светском првенству 2011. За репрезентацију је до сада одиграо 25 тест мечева.